# Maxonalândia

Mapa de Zimbábue com a Maxonalândia em vermelho

Maxonalândia (em inglês: Mashonaland) é uma é uma região histórica localizada no norte e nordeste do Zimbábue. É o lugar de origem do povo xona.
Atualmente está dividida em três províncias:
- Maxonalândia Ocidental
- Maxonalândia Central
- Maxonalândia Oriental

A capital do Zimbábue, Harare, que forma uma província própria, fica totalmente dentro da Maxonalândia.

## História
Em 11 de fevereiro de 1890, um ultimato britânico exigiu a retirada imediata das tropas portuguesas estabelecidas ma Maxonalândia e na região dos macololos, perto do rio Chire. Esta situação acabou definitivamente com o intento português de concretizar o seu projeto expansionista denominado Mapa Cor-de-Rosa.